# Dumbrava de Jos, Mehedinți
Dumbrava de Jos este satul de reședință al comunei Dumbrava din județul Mehedinți, Oltenia, România.